# بریوک
بریوک (به هلندی: Broek) یک منطقهٔ مسکونی در هلند است که در زیدریک واقع شده‌است. بریوک ۲۹۰ نفر جمعیت دارد.